# لوسيانا آبرو
لوسيانا آبرو (بالبرتغالية: Luciana Abreu‏) هي مغنية وعارضة وممثلة برتغالية، ولدت في 25 مايو 1985 في بورتو في البرتغال.

## وصلات خارجية
- لوسيانا آبرو على موقع IMDb (الإنجليزية)
- لوسيانا آبرو على موقع روتن توميتوز (الإنجليزية)
- لوسيانا آبرو على موقع ميوزك برينز (الإنجليزية)
- لوسيانا آبرو على موقع أول موفي (الإنجليزية)
- لوسيانا آبرو على موقع أول ميوزيك (الإنجليزية)
- لوسيانا آبرو على موقع ديسكوغز (الإنجليزية)
- لوسيانا آبرو على موقع قاعدة بيانات الفيلم (الإنجليزية)
- لوسيانا آبرو على موقع كينوبويسك (الروسية)